# Eucopia linguicauda
Eucopia linguicauda is een kreeftachtigensoort uit de familie van de Eucopiidae. De wetenschappelijke naam van de soort is voor het eerst geldig gepubliceerd in 1955 door O. Tattersall.